# Юр'єв Флоріан Ілліч
Флоріа́н Іллі́ч Ю́р'єв (11 серпня 1929, Кіренськ — 11 вересня 2021, Київ) — український художник, архітектор, композитор, мистецтвознавець (кандидат мистецтвознавства), майстер скрипкових музичних інструментів, поет, педагог і громадський діяч. Член Спілки архітекторів  Української РСР з 1956 року, Спілки радянських художників України з 1970 року, Всеукраїнської музичної спілки  з 1992 року, Міжнародної асоціації кольористів; почесний член «Союзу скрипкових майстрів-художників Росії».

## Біографія
Народився 11 серпня 1929 року в місті Кіренську (нині Іркутська область, Росія). Його мати — Марія Іванівна Большак, представниця древнього тунгуського роду, з якою ув'язнений батько Флоріана — Ілля Юр'єв (Ілля Захар'їн-Юр'єв), інтелігент — за освітою біолог, який зазнав гонінь радянської влади за наукову роботу з генетики, одружився під час перебування на засланні. Мати батька, до шлюбу Анна фон Гаєр, була чесько-німецького походження і вела родовід від німецького лицаря Флоріана фон Гаєра. За її бажанням онукові й дали ім'я Флоріан.

### Освіта
Флоріан закінчив Іркутське училище мистецтв, Київський художній інститут (графік, 1956), аспірантуру Московського поліграфічного інституту (спеціальність — мистецтвознавство) (1974), докторантуру Львівського поліграфічного інституту ім. Івана Федорова (1980).
Скрипкової справи навчався:

Флоріан Юр'єв з донькою

- у Києві в майстрів Феодосія Драпія, Никифора Лупича, Івана Бітуса;
- у Москві в майстра Юрія Почекіна;
- в Італії у представника кремонської школи майстра Джиобатта Морассі;
- в штаті Нью-Джерсі (США) у відомого майстра Романа Маца.

Композиції навчився в класах видатних українських композиторів народного артиста СРСР Андрія Яковича Штогаренка, Юдіф Григорівни Рожавської.
Клас вокалу проходив у видатного соліста-вокаліста, провідного баса Київської опери, педагога Київської консерваторії, заслуженого діяча мистецтв України Олександра Олександровича Гродзинського.

Скульптура Флоріана Ілліча Юр'єва роботи скульптора Бориса Довганя

### Діяльність
- 1956—1976 — кар'єра від старшого до головного архітектора інституту Київпроект;
- 1976—1991 — викладач, доцент Київського відділення Українського поліграфічного інституту ім. Івана Федорова (тепер — Українська академія друкарства), графічний факультет. Юр'єв як талановитий педагог виховав понад 300 учнів: самобутніх, яскравих, вдячних. Серед них вирізняється Микола Залевський, випускник 1976 року, який згодом оселився в Америці. Своїми непересічними творами шанують вчителя Юрій Новіков, Стефан-Арпад Мадяр, Михайло Мастикаш та інші.[4];
- Захистив кандидатську дисертацію 1974 року, подав до захисту докторську дисертацію 1980 року, але через ідеологічні мотиви — «за намагання науково обґрунтувати абстракціонізм» — вона не була допущена до захисту[5]. Продовжував створювати кольорові композиції й працювати над невизнаною теорією в умовах андеграунду.
- 1991 — 11 вересня 2021 року — Інститут екогігієни та токсикології ім. Л. І. Медведя АМН України, науковий співробітник.

### Громадська діяльність
- Засновник та віцепрезидент Міжнародної Академії «Modus coloris»;
- Голова Асоціації майстрів-художників по виготовленню смичкових музичних інструментів Національної всеукраїнської музичної спілки;
- Очільник науково-дослідної лабораторії Національної всеукраїнської музичної спілки[6].

## Творча діяльність
Флоріан Ілліч Юр'єв був надзвичайно творчо різносторонньо обдарованою людиною та вражав різноманітністю своєї діяльності.
Був відомий своїми творчими досягненнями як:

### Архітектор-художник
Найбільш відомими його роботами є:
- Герб Києва[7] — геральдичний символ столиці УРСР міста-героя Києва (затверджений 1969 року).
- Проєкт мікрорайону «Нивки-3» масиву «Нивки» у Києві;
- Будинок Український інститут науково-технічної та економічної інформації МОН України (біля станції метро «Либідська», відомий у Києві і Україні як «Літаюча тарілка»)[8].

«Літаюча тарілка», збудована 1978 року за проєктом архітектора Юр'єва, яка й досі вражає своєю оригінальністю — символ нескореної творчої вдачі митця, його протесту проти сірості, одноманітності та примітивізму епохи типового проєктування.
Проєктуючи конференц-зал Інституту інформації, Юр'єв передбачав, що, завдяки світлодинамічній установці, він буде використовуватися і як «Світлотеатр», у якому будуть об'єднані музика, світло і колір.
За проєкт цієї споруди Флоріан Юр'єв одержав нагороду «За новаторство в архітектурі».
У 2023 році вийшов фільм «Нескінченість за Флоріаном» режисера Олексія Радинського.

Герб Києва (1969)
Будинок у Києві «Літаюча тарілка» архітектора Юр'єва Ф. І. (ракурс справа)
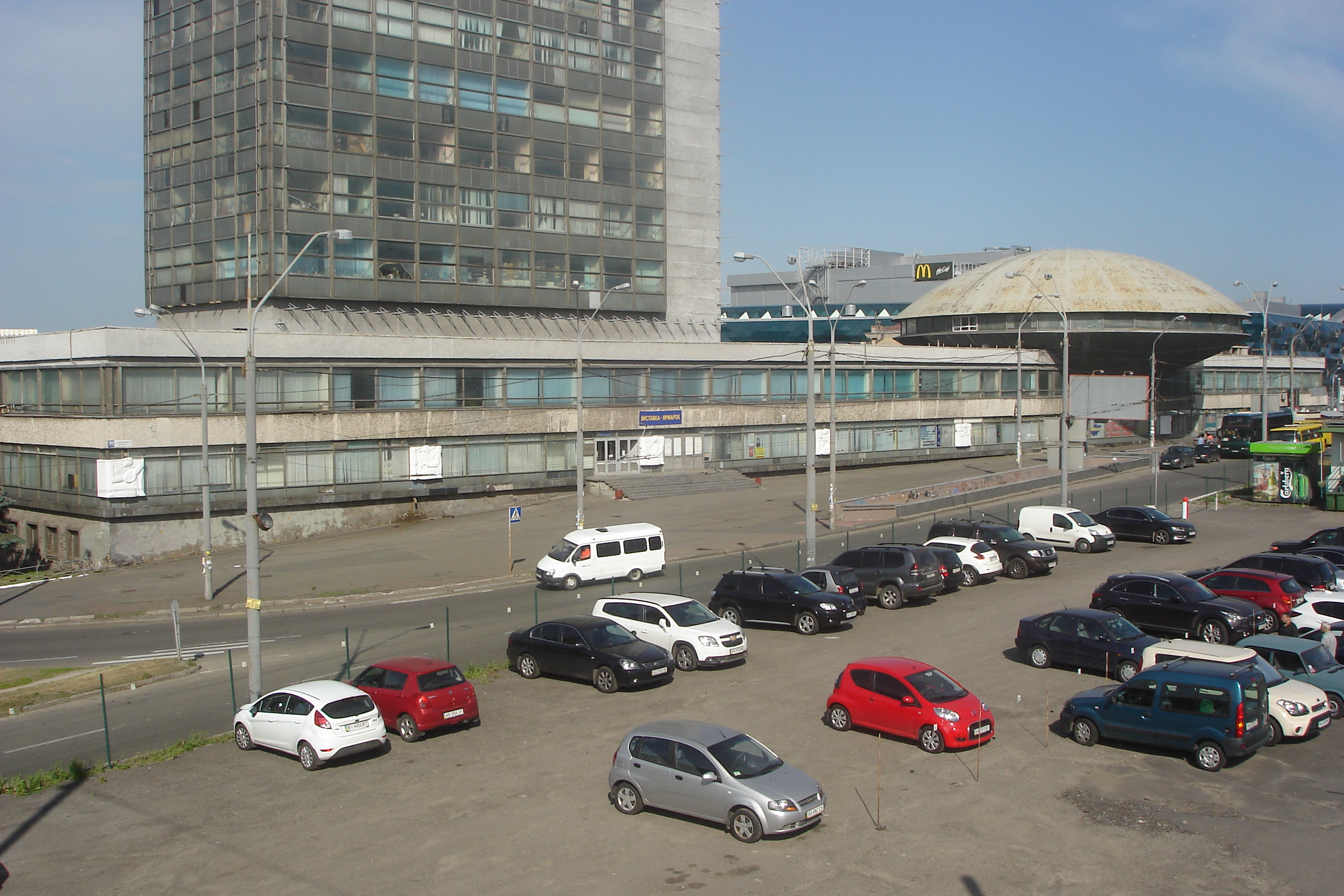
Будинок у Києві «Літаюча тарілка» архітектора Юр'єва Ф. І. (ракурс зліва)
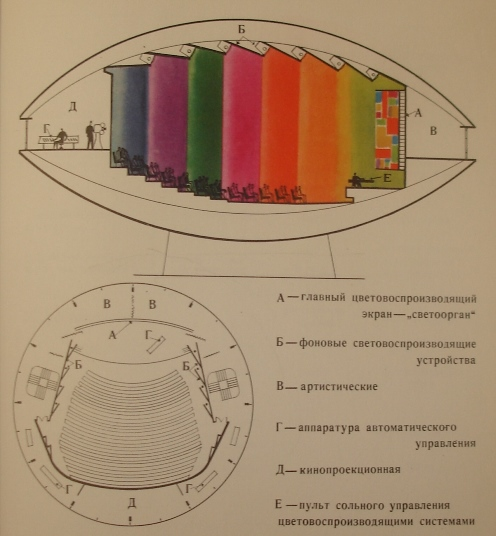
Проєкт конференц-залу (Світлотеатру)

- Пам'ятники: Папі Римському Івану Павлу ІІ у Києві (2002), «Художники-жертви репресій» (1996)[10], поету-дисиденту Василю Стусу та співаку Борису Гмирі[11], а також (в співавторстві зі скульптором Борисом Довганем) меморіали загиблим воїнам та приблизно 100 пам'ятників на місці поховання видатних державних, громадських і творчих діячів України[12] та меморіальні дошки на будинках[13].

Барельєф Тараса Шевченка, створений Юр'євим до 200-ліття з дня народження поета
«Художники-жертви репресій»
Надгробок Миколи Матеюка
Меморіальна дошка Борису Антоненку-Давидовичу (Київ)

### Вчений-кольорист
З кінця 1950-х років, поряд з діяльністю архітектора та заняттям музикою, Ф. Юр'єв починає працювати над своєю теорією «музики кольору», де теоретичний аналіз колірного сприйняття та його віддзеркалення в мистецтві поєднувався із проблематикою «кольоромузики», синтезу звуку та зображення.
1962 року він підготував до друку монографію «Музика кольору», яка через звинувачення в «абстракціонізмі» вийшла у світ лише через десять років.
Тоді ж, у 1962-му, було знищено багато малярських робіт художника, що через колірні сполучення та гармонії підтверджували й демонстрували його теоретичні дослідження колоризму.
Зокрема, одним із перших у світі він довів органічну природу кольоросприйняття, що забезпечується наявністю двох кольорових та одного чорно-білого каналів бачення у зорових нервах людини.
Відкинута офіційною радянською наукою, ця теорія через десятиліття була підтверджена дослідженнями англійських вчених-фізіологів, що на початку 1980-х pp. отримали за неї Нобелівську премію.
Флоріан Юр'єв розглядав кольоропис як самостійний спосіб художнього мислення, де колірні гармонії за своїми засадами близькі до гармоній музичних. Звідси ж — ідея музики кольору.
У своїх художніх картинах цього напрямку Юр'єв постає і як художник, і як вчений-кольорознавець і як музикант.

Сторінка книги Ф. Юр'єва про кольористику
Йоган-Себастьян Бах
Ігор Стравінський
Арнольд Шонберг
Сім слів Спасителя на хресті

Йому належить і оригінальний метод колірної фонетичної транскрипції, який може бути застосований до всіх мов, а також для колірного запису музичних творів. У ній художник поєднував звуки, зображення та слова, додаючи до кольору та музики мистецтво поезії.
Про це в одному з інтерв'ю розповів сам автор: «Цей метод виник з мого захоплення поезією. Я писав вірші, тож спробував структурувати їх за допомогою кольору. Колірні рядки складались у картину. Час перетворювався на простір. Якщо вірш розгортається в часі, то його колірний еквівалент можна осягнути миттєво, єдиним поглядом! Я почав перекладати на кольори вірші інших поетів. Виявилося, що кожний великий поет має свій характерний набір кольорів».
Свої колірні композиції він називає «модусами», наголошуючи на їхній «інструментальній» функції — як засобу осягнення твору, як шляху, що поєднує візуальні, символічні, комунікативні, емоційно-виразні складові.
Флоріан Юр'єв ввів до мистецтвознавства терміни: «кольоропис», «цветопись», «colour writing», «modus coloris», «музыка цвета» («music of color»).
Кольористичну концепцію «колір-образ» («цвет-образ», «modus coloris») Юр'єв доповідав на трьох міжнародних форумах кольористів: у Москві (Росія, 1947), Прінстоні (США, 1992) та Будапешті (Угорщина, 1993) і отримав загальне схвалення та нагороди.
Флоріан Ілліч Юр'єв був засновником і віцепрезидентом Міжнародної академії «MODUS COLORIS», яка офіційно зареєстрована в Україні.
Понад 20 років Юр'єв читав курс «Художнє кольоробачення» в Поліграфічному інституті.
1998 року ім'я Флоріана Юр'єва було занесено в два престижні довідники: «Міжнародний директорій видатних внесків у сучасне суспільство» Американського біографічного інституту та енциклопедію «Хто є хто між інтелектуалів» Міжнародного біографічного центру в Кембриджі (Велика Британія) — таким чином підтвердивши його досягнення в галузі кольористики, архітектури, живопису, музики та музичної акустики.

### Музикант. Композитор
Ще студентом Іркутського художнього училища Флоріан Юр'єв написав музичну фантазію «Боярин Орша» для альта, виконав її у 1948 році на олімпіаді молодих музикантів Східного Сибіру і отримав першу премію.
З кінця 1950-х Ф. Юр'єв починає працювати над своєю теорією «музики кольору», де теоретичний аналіз колірного сприйняття та його віддзеркалення в мистецтві поєднувався із проблематикою «кольоромузики», синтезу звуку та зображення.
1962 року він підготував до друку монографію «Музика кольору», яка через звинувачення в «абстракціонізмі» вийшла у світ лише через десять років
Ідеями «світлотеатру» були пройняті і його концерти «музики кольору», що з успіхом пройшли у Києві в 1964, 1965 та у 1972 роках.
Юр'єву належить і оригінальний метод колірної фонетичної транскрипції, який може бути застосований для колірного запису музичних творів. У ній Юр'єв поєднував звуки, зображення та слова, додаючи до кольору та музики мистецтво поезії.
2006 року з ініціативи меценатського культурологічного проєкту ЕКОГІНТОКС вийшла книга «Флоріан Юр'єв. Ріка часів», присвячена його творчості музиканта та скрипкового майстра. У ній надруковано його вокально-інструментальну сюїту, над якою він працював з 1950-х рр., поклавши на музику поряд із своїми віршами сонети Шекспіра, поезії Тараса Шевченка, Франсуа Війона, Павла Тичини, Олександра Блока, Івана Драча, Бориса Олійника …
Флоріану Юр'єву належить також світлосимфонія «Жар-птиця».

Свідоцтво про авторство і перша сторінка книги Ф. Юр'єва «Ріка часів»
Кольоромузика Ф. Юр'єва (приклад)
Розшифровка музики О. Скрябіна (фрагмент)
Кольоропис поезії «Думи мої, думи мої, лихо мені з вами» Т. Шевченка
Кольоропис поезії Бориса Олійника

### Художник
Найбільша виставка картин Ф. Юр'єва як художника, якщо взагалі можна виділити окремо (від архітектора, музиканта-композитора, поета чи скрипкового майстра) цю грань творчості митця, відбулася 2001 року в будинку Спілки архітекторів України в Києві.
«За картинами Юр'єва можна було спостерігати, який шлях пройшов художник — від полутонів лірично-реалістичного сприйняття довколишнього світу до чистих кольорів та чітких ліній філософського, узагальненого погляду на історію та сучасність» і «… до народження та утвердження нового напрямку сучасного живопису, який сам його автор та засновник — Флоріан Юр'єв — називає „кольоротворні образи“. В картинах цього напрямку Юр'єв постає і як художник, і як вчений-кольорознавець»
Обидва напрямки зображувального мистецтва були в творчості Юр'єва до самої смерті.
У радянський період, період боротьби з «абстракціонізмом», частина творів Юр'єва була знищена — хоча художник уникає цього терміна, вживаючи слова: «…непредметний стиль».
«Предметний стиль»:

Портрет діда (студентська робота)
Портрет народного артиста УРСР А. Баженова
Натюрморт
Донька Тетяна
Віолончелістка Ірина
Чашка чаю

Стиль «кольоротворні образи»:

Авраам - батько трьох релігій (юдаїзму,ісламу та християнства)
Трійця кольорозавітна
Гармонія сфер
Кольорообраз Вінсента ван Гога
Кольорообраз Василя Стуса
Кольорообраз вождя
Кольорообраз Марії Приймаченко
Кольорообраз Народ і партія - єдині
Кольорообрази Мандельштама та Маяковського
Хрест розп'яття на звізді
Душа Майлс Дейвіса

### Майстер-художник скрипкових музичних інструментів
Флоріан Юр'єв понад тридцять років присвятив вивченню класичної італійської традиції виготовлення скрипок, відродженню цієї традиції в Україні.
Його вчителями були Юрій Почекін, представник кремонської школи Джіобатта Морассі.
Мало хто володів таким об'ємом енциклопедичних знань в галузі скрипкового дизайну.
Протягом 10 років він читав в Інституті підвищення кваліфікації працівників культури курс: «Історія скрипкового мистецтва. Видатні майстри 16-20століть».
Він був головою Асоціації скрипкових майстрів-художників, постійним членом експертної комісії Міністерства культури та мистецтв України.

Скрипка «Ольга».

Юр'єв доводив, що потрібно зберегти акустичні якості класичних інструментів та розвивати їх відповідно до вимог нової музики, нових виконавців, в умовах акустики великих залів.
Цим і займається науково-дослідна лабораторія акустики смичкових інструментів, керівником якої був Флоріан Юр'єв.
Презентація перших чотирьох інструментів (двох скрипок, альта і віолончелі), виготовлених Юр'євим у 1999—2003 роках відбулася 2004-го року у Київській консерваторії квартетом артистів імені М. Лисенка.
Свої скрипки і віолончелі Флоріан Юр'єв називав «модусами», що носять імена відомих осіб (композиторів, артистів, …).
Їхнє досконале звучання підтверджене відомими музикантами: О. Криса, О. Макаренко, А. Баженов, Г. Сафонов, Б. Которович та іншими.
Інструменти Юр'єва мають не тільки звукову та акустичну довершеність, а й вишукану естетичність форми, головки інструментів завершують скульптури.
Флоріан Юр'єв пропонував як результат своїх наукових досліджень (нові технології) використовувати для створення музичних інструментів не рідкісні породи дерев («хазефіхте» — альпійська ялина), як це відбувається зараз і було раніше, а загально доступну спеціально оброблену деревину та штучні матеріали.
19 грудня 2009 року в залі Національної опери України відбувся концерт камерного симфонічного оркестру «Київ-Класик» під диригуванням заслуженого діяча мистецтв, професора Германа Макаренка, де було презентовано ансамбль з 12 смичкових інструментів, створених Флоріаном Юр'євим — це був підсумок майже 20-річної роботи.
Станом на 2014 рік Флоріаном Юр'євим було створено 25 музичних інструментів (скрипки, альти, віолончелі, контрабас). В інструменти втілені науково-технологічні та художні інновації, винайдені особисто майстром Юр'євим. Ним отримано на свої винаходи 7 патентів (5 українських та 2 міжнародних).
Помер 11 вересня 2021 року в Києві. Похований за заповітом на кладовищі в селі Власівка Чернігівської області.

## Нагороди
- Перша премія Конкурсу молодих виконавців Східного Сибіру за виконання на альті власного музичного твору «Боярин Орша», Іркутськ (1948);
- Спеціальна премія Держбуду СРСР «За новаторство в архітектурі» (1980);
- Заслужений працівник культури України (1995)[22];
- Звання «Скрипковий майстер-художник вищої кваліфікації» (1995)[23];
- Міжнародний біографічний центр, який базується в Лондоні (Велика Британія) удостоїв художника Ф. Юр'єва титулом «International Visual Artist» (Золота медаль та спеціальний диплом Doctor Of Art);
- Відзнака Міжнародного біографічного центру за особисті досягнення у світовій культурі та мистецтві (1997, Кембридж, Велика Британія);
- За нову теорію акустики смичкових інструментів та її художнє втілення Ф. Юр'єва нагороджено «Золотою медаллю імені І. А. Батова», присудженої Союзом майстрів-художників Росії (2004);
- Розпорядженням Президента України Ф. Юр'єву призначена довічна державна стипендія як видатному діячу культури і мистецтва (2007)[24];
- Лауреат мистецької премії та золотої медалі Національної всеукраїнської музичної спілки «За вагомий особистий внесок у розвиток національної культури і мистецтва, знакові досягнення, плідну творчу і науково-дослідну діяльність та інновації в галузі української школи скрипкобудування» (2009);
- За фундаментальну теорію кольоросприймання, апробовану в Принстоні (США), та внесок у гуманітарні науки і інтелектуальну діяльність Ф. Юр'єва проголошено «Людиною року» США (2000);
- Лицарський орден «Маестро» спеціального конкурсу Національної Спілки кінематографістів України (2011);
- Указом Президента України нагороджений орденом «За заслуги» III ступеня (2019)[25];
- 12 дипломів учасника художніх виставок у містах Києві, Москві, Будапешті;

## Патенти
На творчому рахунку Юр'єва — сім авторських патентів в царині музичної акустики, що вдосконалили і надали сучасного звучання традиційним струнним інструментам (скрипці та віолончелі).

## Публікації
- Музика кольору.- К.- Наука і життя.- 1962.- № 1;
- Музыка света.- К.- Музыкальная Украина.- 1971.- 107 с.
- Выразительные качества цветной иллюстрации.- М.- из-во АН СССР.- 1977
- Цвет в искусстве книги.- К.- Лыбидь.- 1987
- Украинская школа скрипичных мастеров.- К.- Украина музыкальная.- 1995
- Цветовая образность информации.- К.- из-во ин-та «Экогинтокс».
- Modus coloris // Budapest/ AIC, 7 the Congress, 1993